# Chris Kyle
Christopher Scott (Chris) Kyle je bil pripadnik ameriške vojne mornarice SEAL. Velja za enega najbolj smrtonosnih ostrostrelcev ameriške vojaške zgodovine, služil pa je v Iraški vojni. Prejel je številna priznanja in nagrade za heroja ter predanosti v boju, med drugimi tudi eno srebrno in pet bronastih zvezd. 
Chris Kyle je bil častno odpuščen iz ameriške mornarice leta 2009. Leta 2012 je objavil avtobiografsko uspešnico American Sniper (Ameriški ostrostrelec). Po njegovi avtobiografiji je bil leta 2014 posnet tudi istoimenski film, ki ga je režiral Clint Eastwood. V filmu je Chrisa upodobil Bradley Cooper, film pa je bil nominiran za Oskarja v kar petih kategorijah.  

## Chrisova mladost
Chris Kyle se je rodil 8. aprila 1974 v Odessi (Texas). Bil je prvorojenec učiteljice v nedeljski šoli Deby Lynn in diakona Wayne Kenneth Kyla. Živeli so na ranču goveda v podeželskem delu Texasa. V svoji avtobiografiji je napisal, da se je med tem, ko se je učil brati in pisati, naučil tudi ljubiti in ceniti orožje. Pri osmih letih mu je oče kupil prvo puško 30-06 Springfied in kasneje tudi šibrovko za lovljenje fazanov, prepelic in divjadi. Kyle je obiskoval srednjo šolo v Midlothain, v Texsasu. Bil je dober športnik, rad pa je igral predvsem nogomet in bejzbol. Pogosto se je znašel v pretepih, v katerih je užival, vendar pa se je vedno postavil na stran šibkejših, kar ga je naučil njegov oče. 
Kot tipičen Teksašan je imel tudi Chris rad konje in rodeo. Po končani srednji šoli si je kruh služil kot profesionalni jezdec na rodeih, vendar se je njegova kariera zaradi številnih poškodb roke hitro končala. Na vojaške nabornike je naletel v času študija. Želel je govoriti z nabornikom vojakov, vendar je imel ta odmor, zato se je na koncu pogovoril z nabornikom mornarice. Ker ni želel opravljati navadne službe vojaka temveč nekaj podobnega "Posebni enoti", je izvedel za tjulnje (SEALS), kamor se je tudi prijavil. Sprva so ga zaradi poškodb roke zavrnili, vendar so ga kasneje povabili, da sodeluje pri osnovnem šolanju, ki ga je sčasoma uspešno zaključil in postal član SEAL Team 3.

## Vojaška kariera
Da lahko postaneš ameriški tjulenj, moraš prestati dolgo in zahtevno usposabljanje. Mornariški osnovni tečaj je Chris opravil z lahkoto, naslednja stopnja, program BUDS pa je bil veliko bolj zahteven, saj je namenjen temu, da izloči vse šibke kandidate. Po opravljanjem urjenju se je Chris pridružil posebni enoti vojne mornarice, kjer mu je bila dodeljena vloga ostrostrelca. Kot odličen ostrostrelec je služil v številnih bojih v Iraku. Sodeloval je pri začetni invaziji leta 2003, v boju pri Fallujahu leta 2004, boril se je v Ramadiju leta 2006 in v Baghdadu leta 2008. Uporniki so ga poimenovali Ramdijev hudič (Shaitan Al-Ramdi), na njegovo glavo pa so razpisali 20.000 $ nagrade, ki so jo kasneje dvignili na kar 80.000 $. Med marinci pa je bil Kyle oklican za Legendo, čigar naloga je bila varovati marince. Zanj najhujši boj, ki ga je doživel, je bil na njegovi zadnji nalogi pri mestu Sadr leta 2008, ko so bili nasprotniki oboroženi veliko bolje kot do sedaj. V svoji avtobiografiji je navedel, da je dosegel 160 potrjenih ubojev in 255 zahtevanih ubojev (ko je bil naboj izstreljen, tarča zadeta, vendar njena smrt ni potrjena). V času služenja vojni mornarici je bil Kyle ustreljen dvakrat, preživel pa je kar 6 eksplozij improviziranih eksplozivnih naprav. 
Iz filmov si mogoče predstavljate, da ostrostrelci vedno streljajo v glavo po pravilu "en strel, ena smrt", vendar pa v resnici učinkoviti ostrostrelci dvakrat streljajo v sredino prsi, kjer je center mase telesa. 

### Orožje
V času treniranja je uporabljal 4 različne puške, tako da je lahko primerjal, katera je najbolj primerna za dano situacijo. Uporabljal je sledeče: 
•	Polavtomatska 7,62 NATO Mk 11 ostrostrelska puška 
•	5,56 NATO Mk 12 specialna ostrostrelska puška 
•	.300 Winchester Magnum M24 ostrostrelska puška 
•	.50 BMG M109 (nikoli uporabljena v Iraku) 

## Konec vojaške kariere
Najtežja odločitev, ki jo je Chris kdaj sprejel, je bila, da zapusti tjulnje. Zaradi vojaške kariere je bil večinoma v tujini, zaradi česar je trpel njegov zakon. Imel je tudi majhnega otroka, ki pa ga skoraj ni poznal. Tako je moral izbirati med vojsko in družino. Ameriško mornarico je zapustil leta 2009. 
V Texsau si je ustvaril družino z ženo Tayo in dvema otrokoma. Težko se je prilagodil civilnemu življenju, sčasoma pa je ustanovil varnostno službo CRAFT, leta 2012 pa je izšla tudi njegova avtobiografska uspešnica z naslovom American Sniper, v kateri opisuje svoje izkušnje v Iraški vojni. Knjiga je kar nekaj časa veljala za prodajno uspešnico po New York Timesu. Sodeloval je z FITCO, neprofitno organizacijo, ki nudi domačo fitnes opremo, individualne programe, osebne treninge in pogovore veteranom, ki trpijo zaradi nezmožnosti ali za post travmatskim stresom.

## Smrt in zapuščina
Chris je bil znan po tem, da je pomagal vsem, policistom, civilistom, predvsem pa članom vojaški družin. Zaradi njegovega slovesa ga je kontaktirala Jodi Routh, učiteljica, ki je živela blizu njega. Njen 25-letni sin Eddie Routh je bil upokojen marinec, ki je trpel za post travmatsko stresno motnjo, zato je Chrisa prosila, če mu lahko pomaga. Chris in njegov prijatelj Chad Littelfield sta povabila Eddija, da se jima pridruži pri streljanju, saj sta mislila, da mu bo to pomagalo. 2. februarja 2013 se je Chris skupaj s prijateljem Chadom in Eddijem odpeljal do Rough Creek Lodga, kjer naj bi v miru vadili streljanje. Chris je okolico dobro poznal, saj je tam streljati učil že veliko drugih, tja pa je rad peljal tudi svoja otroka. Kmalu po začetku izleta je Eddie ustrelil oba prijatelja. Chada je petkrat zadel v hrbet, Chrisa pa štirikrat v hrbet in enkrat v obraz. Po tem je pobegnil v Chrisovem poltovornjaku, v katerem so se pripeljali. Chrisa in Chada je kasneje našel učitelj streljanja iz bližine.
Eddie je po streljanju pobegnil k sestri, kjer je trdil, da je ubil dva človeka, preden bi lahko onadva ubila njega. Trdil je, da mu ljudje izsesavajo dušo in da je svojo dušo zamenjal za poltovornjak. Ko se je odpeljal domov, ga je aretirala policija. Februarja 2015 so ga obtožili dvojnega umora.
Chrisa so pokopali 12. februarja 2013 v Austinu na Texasaškem pokopališču. Spoštovanje mu je izkazalo na tisoče ljudi. Greg Abbott, guverner Texasa, je 2. februarja 2015 v njegovo čast razglasil ta dan za Chris Kyle Day (dan Chrisa Kyla). Kipar Greg Marra je v čast njemu in njegovi ženi postavil spominski kip.